# Dag Hammarskjöld Stadium
El Dag Hammarskjöld Stadium fue un estadio multi uso ubicado en la ciudad de Ndola, Zambia.

## Historia
El estadio fue creado en 1960 con capacidad para 18000 espectadores y el nombre del estadio fue en homenaje al entonces secretario general de la ONU Dag Hammarskjöld.
Fue la sede de equipos como ZESCO United FC y Ndola United FC de la Primera División de Zambia y fue utilizado por la selección nacional en la Eliminatoria al Mundial de Alemania 1974 en su serie ante Lesoto.
El estadio fue demolido en 1988 para dar lugar al Estadio Levy Mwanawasa, el cual inició su construcción en 2001.